# Gotv

Logo

gotv is een Oostenrijkse televisiezender die vanuit Wenen wordt uitgezonden. De zender zendt, in tegenstelling tot muziekzenders als VIVA en MTV die naast muziekvideo's veel datingprogramma's, series en documentaires uitzenden, bijna uitsluitend videoclips uit.

## Geschiedenis
De zender gotv werd voorafgegaan door de zender TIV ("True Image Vision"), die vanaf 1998 enkel bij UPC Telekabel in Wenen te zien was.
In 2002 werd gotv gepresenteerd door eigenaar Thomas Madersbacher en op 1 oktober 2002 startte gotv als non-stopzender. Al gauw werden de programma's niet enkel via het kabelnet van UPC Telekabel in Wenen uitgezonden, maar ook door het kabelnet Kabelsignal uit Neder-Oostenrijk. Daarmee bereikte de naar eigen zeggen "eerste Oostenrijkse jeugd- en muziekzender" een miljoen potentiële kijkers en vijftig procent van alle Oostenrijkse huishoudens met een kabelaansluiting.
Sinds 1 mei 2004 is gotv in heel Europa vrij te ontvangen via satellietpositie Astra 19,2°O. Inmiddels hebben ook andere Oostenrijkse kabelaanbieders de zender in hun zenderpakket opgenomen.